# Веєнь
Веєнь, Веєні (рум. Văieni) — село у повіті Горж в Румунії. Входить до складу комуни Падеш.
Село розташоване на відстані 265 км на захід від Бухареста, 34 км на захід від Тиргу-Жіу, 149 км на південний схід від Тімішоари, 109 км на північний захід від Крайови.

## Населення
За даними перепису населення 2002 року у селі проживали 382 особи, усі — румуни. Усі жителі села рідною мовою назвали румунську.